# 新潟縣信用組合

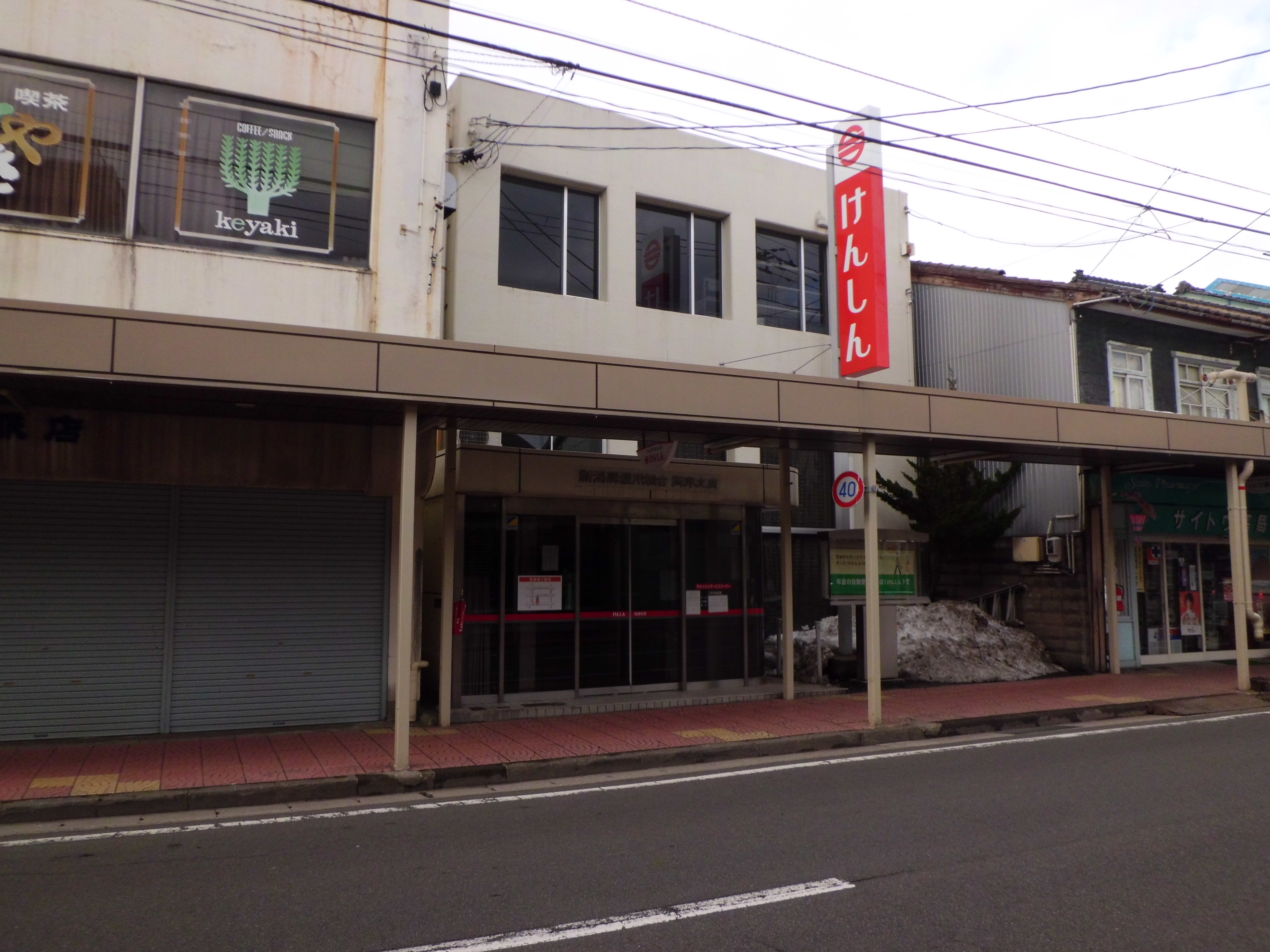
両津支店（旧：両津信用組合 本店）

新潟縣信用組合（にいがたけんしんようくみあい）は、新潟県新潟市中央区に本店を置く信用組合。
インターネットバンキングは個人であっても有料である。

## 沿革
- 1950年2月 - 新潟縣商工信用協同組合として設立。
- 1959年4月 - 新潟縣信用組合に改称。
- 2006年8月 - ICキャッシュカード導入。
- 2010年3月23日 - 両津信用組合と合併[2]。
- 2026年12月予定 - 興栄信用組合と合併。

## 文化的・社会的貢献活動
けんしん育英会けんしん育英会は、1978年11月の創立30周年記念事業の一環として設立された奨学金貸与事業を行う法人。新潟県に住所を有する方の子弟で県内の高等学校を卒業後、4年制大学に進学する方を対象に奨学金の貸与を行っている。奨学生は新聞、広報、県内高等学校、ホームページ上で広く公募しており、現在まで累計410名に奨学金を貸与した。
「アルビレックス新潟」の応援地域スポーツ振興を目的として、地元サッカークラブ「アルビレックス新潟」を応援し、クラブ活動に協賛している。